# Gerd-Rüdiger Lang

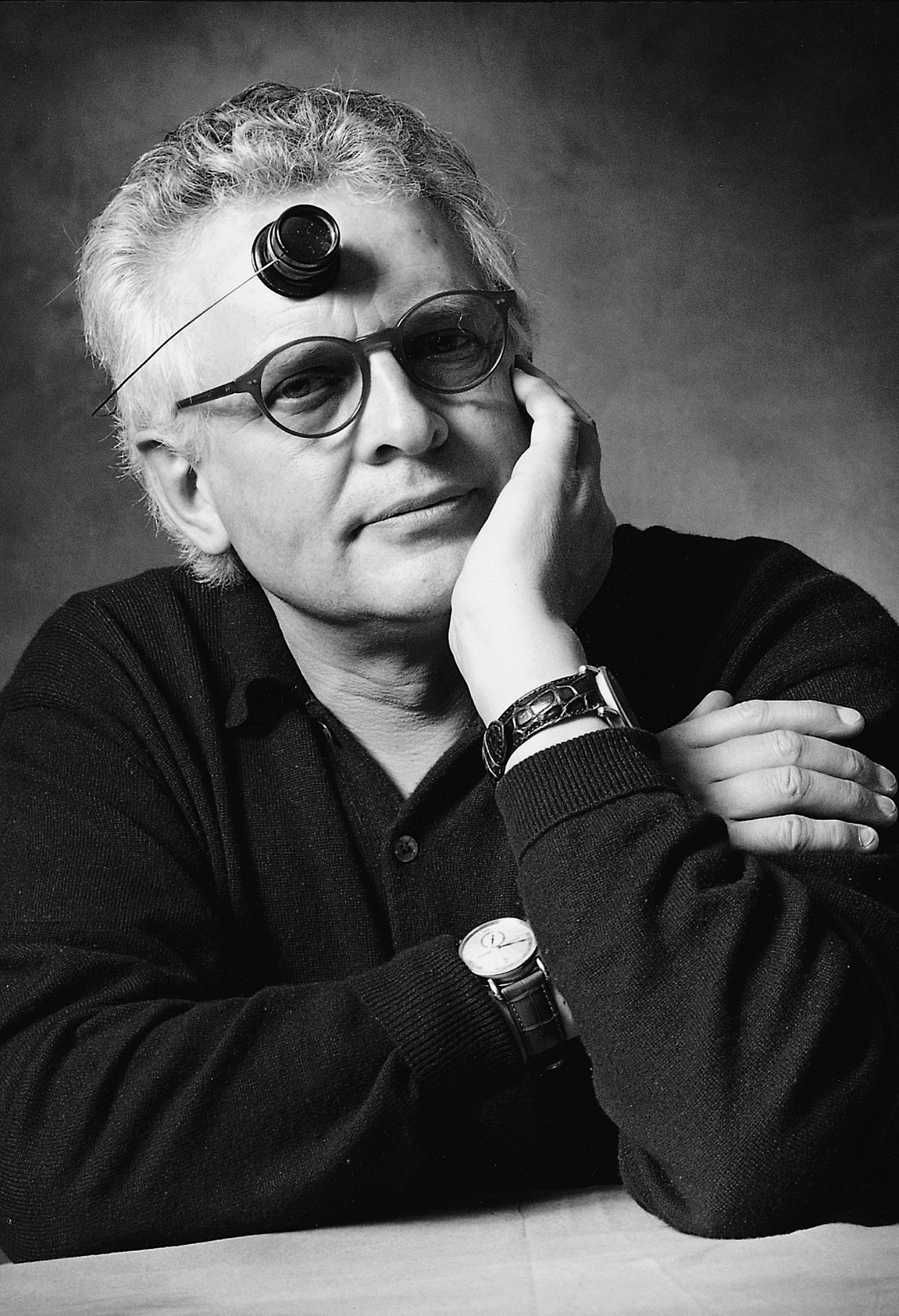
Gerd-Rüdiger Lang (1998) mit Uhrmacherlupe auf der Stirn

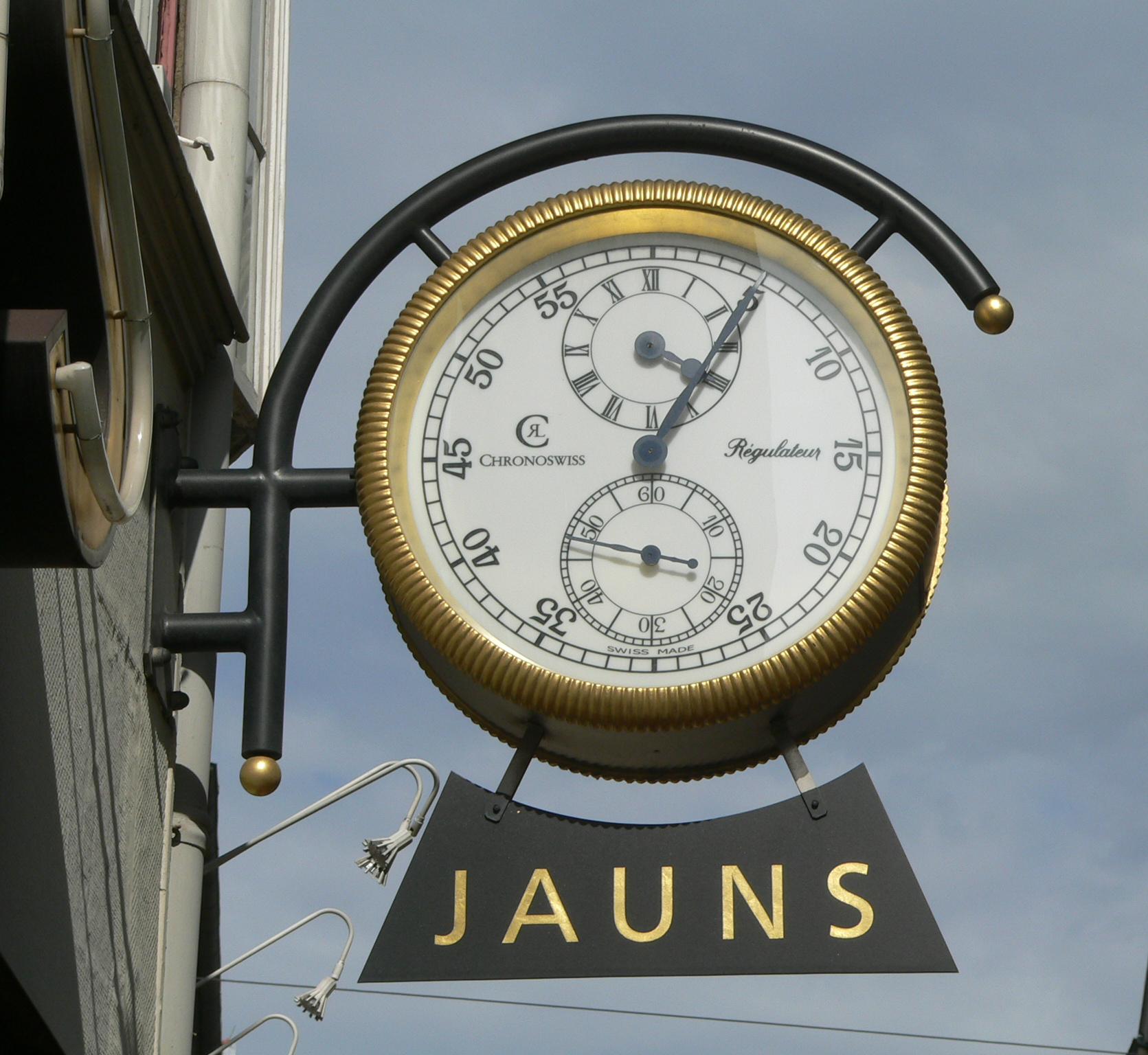
Juwelier Jauns in Braunschweig, wo Lang seine Ausbildung erhielt. Die Uhr ist ein Regulator des 1981 von Lang gegründeten Unternehmens Chronoswiss.

Gerd-Rüdiger Lang (* 3. Januar 1943 in Braunschweig; † 2. März 2023) war ein deutscher Uhrmacher, Unternehmer und Gründer des Uhrenherstellers Chronoswiss.

## Leben und Werk
Lang wuchs in Veltheim an der Ohe, knapp 15 km ostsüdöstlich von Braunschweig auf. Von 1954 bis 1958 besuchte er die Lessingschule in Braunschweig. Nachdem er von der Schule verwiesen worden war, machte er bis 1961 eine Uhrmacherlehre im Juweliergeschäft Jauns in der Stadt. Nach bestandener Lehre ging Lang 1963 für ein Gesellenjahr nach Fehmarn. Ab 1964 arbeitete er beim Schweizer Uhrenhersteller Heuer. 1969 war Lang bei der ebenfalls in der Schweiz ansässigen Firma Breitling tätig. 1974 kam er als Leiter der Heuer-Niederlassung wieder nach Deutschland zurück. 1980 legte Lang die Prüfung zum Uhrmachermeister ab. Nachdem Heuer Anfang der 1980er Jahre die Niederlassung in Deutschland geschlossen hatte, machte sich Lang mit seiner eigenen Firma Chronoswiss in Karlsfeld bei München selbständig. Die erste Uhr dieses Namens kam 1982 auf den Markt. 1987 brachte Lang die erste Serien-Armbanduhr mit einem Regulator-Zifferblatt auf den Markt. Aus Altersgründen zog sich Lang 2012 aus dem Unternehmen zurück und verkaufte es an Interessenten in der Schweiz. Der Chronoswiss-Hauptsitz wurde daraufhin nach Luzern verlegt.
Im Juni 2022 wurde die Uhrenmarke LANG 1943 von Georg Bartkowiak, einem Weggefährten Lang’s, gegründet. Lang war nicht nur der Namensgeber, sondern auch bis zu seinem Tode aktiv am Design der ersten Kollektionen involviert.
Lang war passionierter Sammler alter Uhren.
Lang war verheiratet; eine seiner Töchter wurde ebenfalls Uhrmacherin.

## Veröffentlichungen
- mit Reinhard Meis: Chronographen – Armbanduhren. München 1992.